# Gina Dirawi
Gina Dirawi (11 de diciembre de 1990, Sundsvall, Suecia) es una presentadora de radio y televisión, bloguera y comediante sueca de origen palestino. Dirawi presentó el Melodifestivalen 2012 junto con Helena Bergström y Sarah Dawn Finer, el Melodifestivalen 2013, junto con Danny Saucedo, y el Melodifestivalen 2016 junto a varios copresentadores, uno distinto cada gala. En 2012 y 2013 ella ganó el premio "Mejor presentadora femenina" y 2014 fue la anfitriona de los Premios Grammy suecos con brittish Ray Cokes.

## Historia
Gina Dirawi nació en 1990 en Sundsvall, Suecia. Dirawi es la segunda de cuatro hijos. Es de origen palestino y su familia proviene del Líbano. Los abuelos paternos de Dirawi convencieron al padre de Dirawi a trasladarse a Suecia. Su padre se trasladó a Sundsvall a estudiar antes de ir al Líbano y se casó con la madre de Dirawi. Sus padres se establecieron en Sundsvall, y sus abuelos paternos se trasladaron a la misma ciudad un par de años más tarde. 
Dirawi estudió ciencias naturales en la escuela secundaria y más tarde tomó cursos de ciencia política y de retórica en la Mittuniversitetet. 
Dirawi actualmente vive en Estocolmo, Suecia.

## Carrera
Dirawi comenzó su carrera como bloguera en marzo de 2009 con el blog Ana Gina. En agosto de ese mismo año, comenzó un vídeo-blog. Su vídeo-blog incluyó representaciones satíricas de los personajes recurrentes de la cultura sueca y árabe. Continuó ganando popularidad por compartir vídeos en YouTube, donde sus videos obtuvieron más de 17 millones de visitas a partir de mayo de 2013.